# Otopeni
Otopeni es una ciudad con estatus de oraș de Rumania en el distrito de Ilfov. Alberga las instalaciones del Aeropuerto Internacional Henri Coandă.

## Geografía
Se encuentra a una altitud de 92 m s. n. m. a 16 km de la capital, Bucarest.

## Demografía
Según estimación 2012 contaba con una población de 9 705 habitantes.
| 1948 | 1956 | 1966 | 1977  | 1992 | 2002   | 2012  |
| s/d  | s/d  | s/d  | s>/>d | s/d  | 10 215 | 9 705 |